# Echtzeit-MRT
Die Echtzeit-Magnetresonanztomographie (Echtzeit-MRT) (auch MR-Fluoroskopie) ist ein Verfahren auf der Grundlage der Magnetresonanztomographie für die kontinuierliche Beobachtung eines bewegten Objektes in Echtzeit, also für die Darstellung einer Bewegung als Bildserie oder MRT-Film.
Grundlage ist die FLASH 2 Technologie von Jens Frahm und Kollegen in Göttingen.

## Anwendungen
Die klinischen und wissenschaftlichen Anwendungen der Echtzeit-MRT erstrecken sich von der Herzbildgebung bis zu funktionellen Untersuchungen des Gehirns (fMRT) und der Gelenke (z. B. Kiefergelenk, Kniegelenk) oder der komplexen Bewegungsabfolge der Muskeln im Mund-, Rachen- und Halsbereich beim Sprechen oder Schlucken. Darüber hinaus finden sich Einsätze in der abdominellen Bildgebung und der interventionellen MRT (siehe auch interventionelle Radiologie), die eine nichtinvasive Bildkontrolle bei minimal-invasiven Operationen ermöglicht. Im Bereich der Kinderradiologie hat sich die Echtzeit-MRT bei einzelnen Indikationen etabliert. Unter anderem können Kopfuntersuchungen von Kindern bei bestimmten Fragestellungen in der Altersgruppe 0 bis 6 Jahre auch ohne Sedierung oder Narkose untersucht werden.
Auch im nicht-medizinischen Bereich kann die Echtzeit-MRT beispielsweise für die Untersuchung turbulenter Strömungen eingesetzt werden.

## Physikalisches Prinzip
Grundlage der Echtzeit-MRT sind sehr schnelle Messsequenzen, die eine Bildaufnahme mit einer hohen zeitlichen Auflösung zulassen. Typische Beispiele hierfür sind schnelle Gradientenecho-Sequenzen (z. B. die FLASH-Sequenz), die TrueFISP-Technik oder schnelle nicht-segmentierte Fast-/Turbo-Spin-Echo-Verfahren.
Die bisher schnellste MRT-Technik kombiniert eine FLASH-Sequenz mit erheblich unterabgetasteten radialen Trajektorien und einem iterativen Rekonstruktionsverfahren, das die Bildberechnung als Lösung eines nichtlinearen inversen Problems mit zeitlicher Regularisierung definiert. Auf diese Weise wird eine zeitliche Auflösung 10 bis 40 Millisekunden pro Bild erreicht. Ein wichtiger Anwendungsbereich dieser Technik ist die Herzbildgebung.